# ÉF Bastia
Étoile Filante Bastiaise hay ÉF Bastia là một đội bóng đá hiệp hội Pháp thành lập năm 1920. Họ có trụ sở tại Biguglia, Pháp. Họ chơi tại Stade François Monti ở Biguglia, có sức chứa 1.000 người.
Giữa năm 1961 và 1971, ÉF Bastia sáp nhập với SC Bastia để trở thành SEC Bastia. Năm 1971, hai câu lạc bộ tách ra và tiếp tục hoạt động riêng lẻ.

## Nhân viên huấn luyện
- Huân luyện viên trưởng: liên_kết=|viền Guilleman Stephane
- Chuyên gia vật lý trị liệu: liên_kết=|viền Simipein
- HLV thủ môn: liên_kết=|viền Thống lĩnh Murati

## liên kết ngoài
- Trang web chính thức của ÉF Bastia (tiếng Pháp)